# Phragmanthera cinerea
Phragmanthera cinerea là một loài thực vật có hoa trong họ Loranthaceae. Loài này được (Engl.) Balle miêu tả khoa học đầu tiên năm 1968.